# Olifant (Panzer)
Der Olifant (afrikaans: Elefant) ist ein südafrikanischer Kampfpanzer. Er basiert technisch auf dem britischen Centurion und wird nur von Südafrika eingesetzt. Die ursprünglichen Centurion wurden hierbei im Laufe der Zeit in einem solchen Maße modifiziert, dass ein neuer Panzer entstand. Neben der aktuellen Variante Olifant Mk.1B existiert in geringeren Stückzahlen auch der Olifant 2. Ferner werden etwa fünf Bergepanzer auf Centurion/Olifant-Basis betrieben.

## Geschichte
Im Jahr 1953 wurden 250 britische Centurion Mk.3 und Mk.5 an Südafrika geliefert. Diese bildeten für die nächsten zwei Jahrzehnte die Basis der südafrikanischen Panzerstreitkräfte neben dem zuvor ebenfalls von Großbritannien gelieferten Comet. In den 1970er-Jahren suchte die südafrikanische Armee nach einer Möglichkeit, die vorhandenen Centurion-Panzer zu modernisieren und weiterzuentwickeln, da es Südafrika aufgrund eines seit 1963 bestehenden freiwilligen UNO-Waffenembargos, das ab 1977 für alle Staaten bindend wurde, praktisch unmöglich geworden war, neue Panzer im Ausland zu erwerben.
Die Entwicklung des Olifant begann im Jahre 1976 unter dem Eindruck der südafrikanischen Beteiligung am Bürgerkrieg in Angola und der Kämpfe im Grenzgebiet zwischen Angola und Südwestafrika (heute: Namibia). Die ersten Exemplare wurden als Olifant Mk.1 ab etwa 1979 eingeführt. In den frühen 1980er-Jahren nahmen die Kämpfe in Angola an Intensität zu. Da immer mehr kubanische Truppen die angolanische Zentralregierung unterstützten, sah sich Südafrika gezwungen, die Olifant-Panzer weiterzuentwickeln, um sie den kubanischen T-55 und T-62 sowjetischer Bauart entgegensetzen zu können. Das Resultat war der Olifant Mk.1A, der ab 1985 zur Verfügung stand und im Herbst 1987 zum ersten Mal bei Kampfhandlungen eingesetzt wurde.
Der erste größere Einsatz des Olifant Mk.1A erfolgte beim Fluss Lomba im Oktober 1987 gegen angolanische Infanterie und kubanische T-55. Der Einsatz endete mit einem Sieg für die Südafrikaner; 62 von insgesamt 72 T-55 wurden innerhalb von 36 Stunden zerstört oder erbeutet, die restlichen zehn konnten in den nächsten Tagen intakt erbeutet werden. Auch dichte Büsche und feinen Sand konnte der Olifant schnell durchfahren. Während des gesamten Krieges gingen insgesamt nur drei Olifant Mk.1A verloren.
Der Olifant wurde weiterentwickelt und ist bis heute der Standardkampfpanzer der südafrikanischen Armee.

## Entwicklung

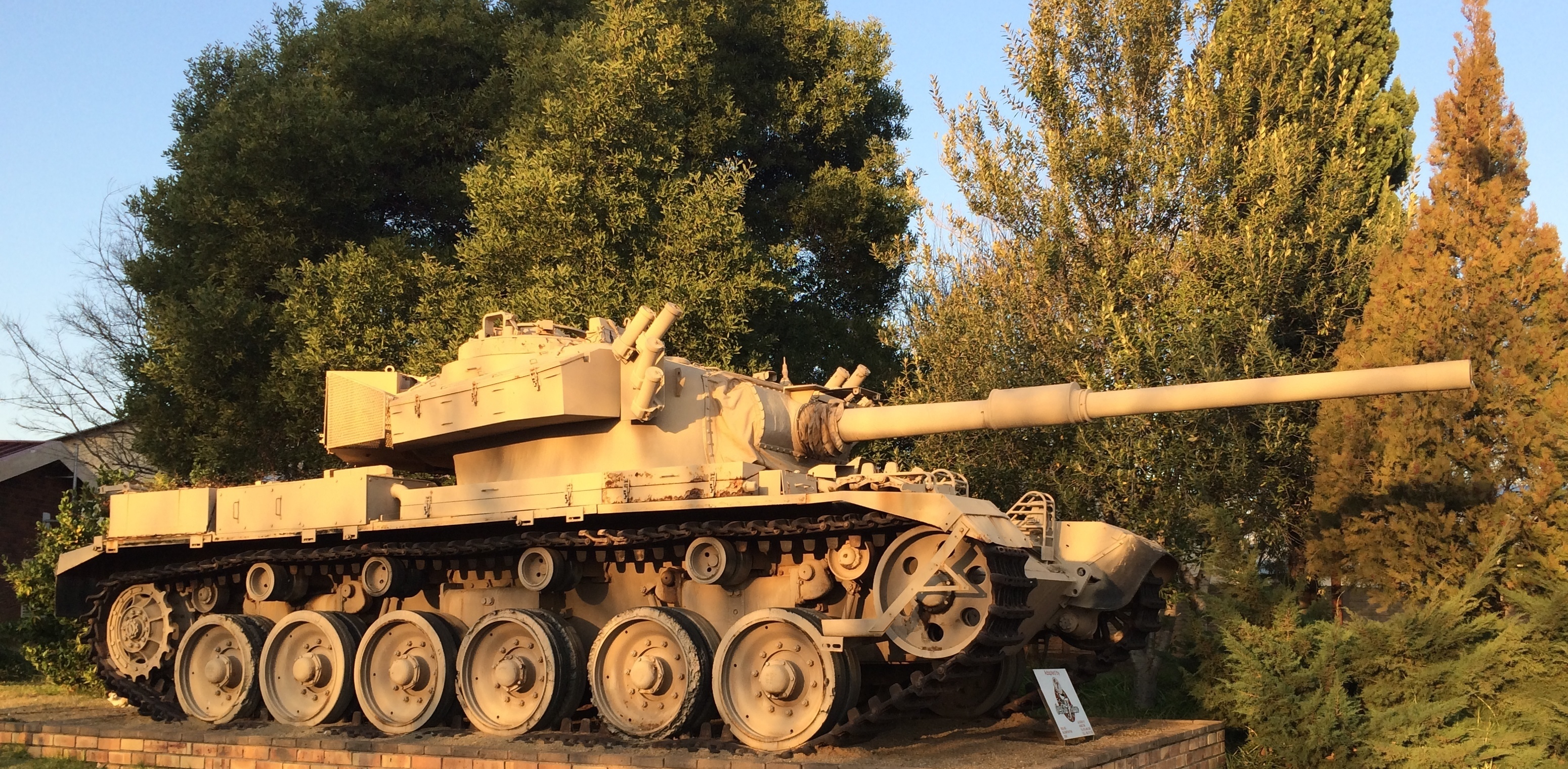
Olifant Mk.1A

Erklärtes Ziel war es, den Centurion umfassend zu verbessern und dabei sowohl dessen Leistung als auch seine Feuerkraft zu steigern, um so einen für den eigenen Bedarf besonders geeigneten schweren Kampfpanzer zu erhalten. Um den Olifant zu entwickeln und zu produzieren, wurde im Jahre 1976 die „Olifant Manufacturing Company“ (OMC) gegründet.

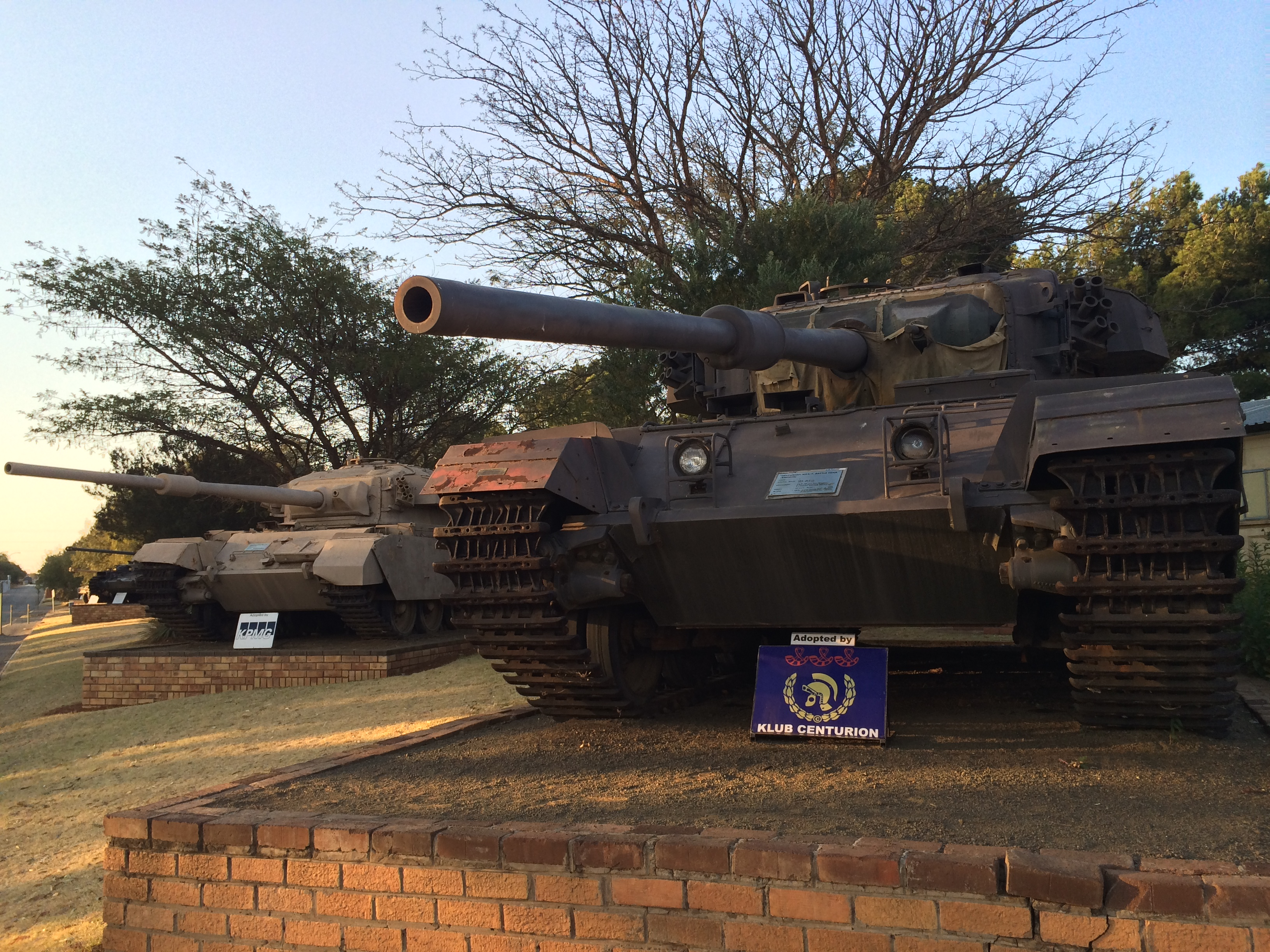
Centurion Mk.5

Der Olifant Mk.1 war die erste Ausführung; er war ein Centurion mit einigen Detailverbesserungen am Fahrwerk, einem stärkeren Turmantrieb und auch besseren Nachtsichtgeräten. Dem Kommandanten stand nun ein tragbarer Laser-Entfernungsmesser und dem Richtschützen ein Bildvergrößerer zur Verfügung. Die ursprüngliche Hauptwaffe (20 pounder, 84 mm), die Panzerung, der Motor und das von Hand geschaltete Getriebe blieben zunächst unverändert. Erste Exemplare wurden ab 1979 an die südafrikanische Armee ausgeliefert.
Der Olifant Mk.1A, ab 1983 gebaut und von 1985 an eingeführt, war nach wie vor eine weiterentwickelte Version vorhandener Centurion/Olifant Mk.1; er stellte jedoch eine entscheidende Verbesserung in Bezug auf Beweglichkeit und Feuerkraft dar. Die Kanone wurde gegen eine britische 105-mm-L7A1 mit gezogenem Lauf ersetzt, es wurden jeweils acht Nebelwerfer an jeder Turmseite installiert, ein neuer stärkerer Dieselmotor und ein halbautomatisches Getriebe eingebaut, die Nachtsichtgeräte überarbeitet sowie die Panzerung im Frontbereich mit 116 mm etwas verstärkt. Der Laser-Entfernungsmesser wurde in die Sicht des Richtschützen integriert. Diese Version wurde ab 1987 mit großem Erfolg im Kampf gegen Panzer sowjetischer Bauart eingesetzt. In der Version 1A hat das Fahrzeug eine Bodenfreiheit 50 cm und verfügt über eine Steigfähigkeit von bis zu 60 %. Des Weiteren beträgt die Grabenüberschreitfähigkeit 3,5 m.
Der Olifant Mk.1B ist wegen der umfangreichen Änderungen ein neu produziertes Fahrzeug auf Centurion-Basis anstatt wie bisher nur eine Umrüstversion und unterscheidet sich erstmals auch optisch deutlich vom Centurion. Die Indienststellung des Mk.1B war im Jahre 1991. Dieser Panzer hat eine etwas längere, verbesserte Wanne und einen völlig neu entwickelten Turm mit wesentlich stärkerer Panzerung. Das Fahrwerk wurde weiter überarbeitet, indem die alten Aufhängungen gegen Drehstabfedern ersetzt wurden. Die Bodenpanzerung wurde als wichtigstes Zugeständnis an die großen Mengen der in Angola, Namibia und anderen an Südafrika angrenzenden Staaten gelegten Minen in der Stärke verdoppelt. Das Triebwerk ist ein V-12 Rolls-Royce Meteor 4B Diesel, es wurde ein vollautomatisches Getriebe eingebaut. Die Panzerung wurde an der Wannenfront wie am Turm ringsherum sowie am Dach wesentlich verstärkt, zusätzlich sind diverse Aufnahmepunkte für Zusatzpanzerungen vorhanden.
Zum Schutz gegen Hohlladungsgeschosse und Raketen mit ebensolchen Gefechtsköpfen (HEAT) wurden neue Seitenschürzen angebracht. Der Fahrerplatz wurde nunmehr geräumiger gestaltet, mit einer leichter zu öffnenden Luke versehen und mit einem Lenkrad anstatt der beiden Lenkhebel ausgestattet. Letzteres brachte zusammen mit dem Automatikgetriebe eine enorme Bedienungserleichterung für den Fahrer. Als zusätzlicher Stauraum für die Ausrüstung der Besatzung wurde ein Turmkorb hinzugefügt. Die Kanone ist mit einer Wärmeschutzhülle versehen, die Sicht des Richtschützen wurde um einen digitalen Feuerleitrechner erweitert, und über der Kanone kann auch ein Infrarot-Suchscheinwerfer installiert werden.
Im Vergleich zum Centurion weist der Olifant folgende Verbesserungen auf:
- Weiterentwickeltes Fahrwerk mit Drehstabfederung
- Verbesserter Minenschutz durch doppelte Bodenpanzerung
- Leistungsstärkerer Turbo-Dieselmotor
- Vollautomatisches Getriebe
- Gesteigerte Geschwindigkeit, Beweglichkeit und Reichweite
- Wesentlich stärkere Panzerung (Verbundpanzerung ab Olifant Mk.1B)
- Es können diverse Zusatzpanzerungen und Geräte montiert werden
- Moderne Nachtsichtgeräte
- Vollständig ausgestattetes und präzises Feuerleitsystem

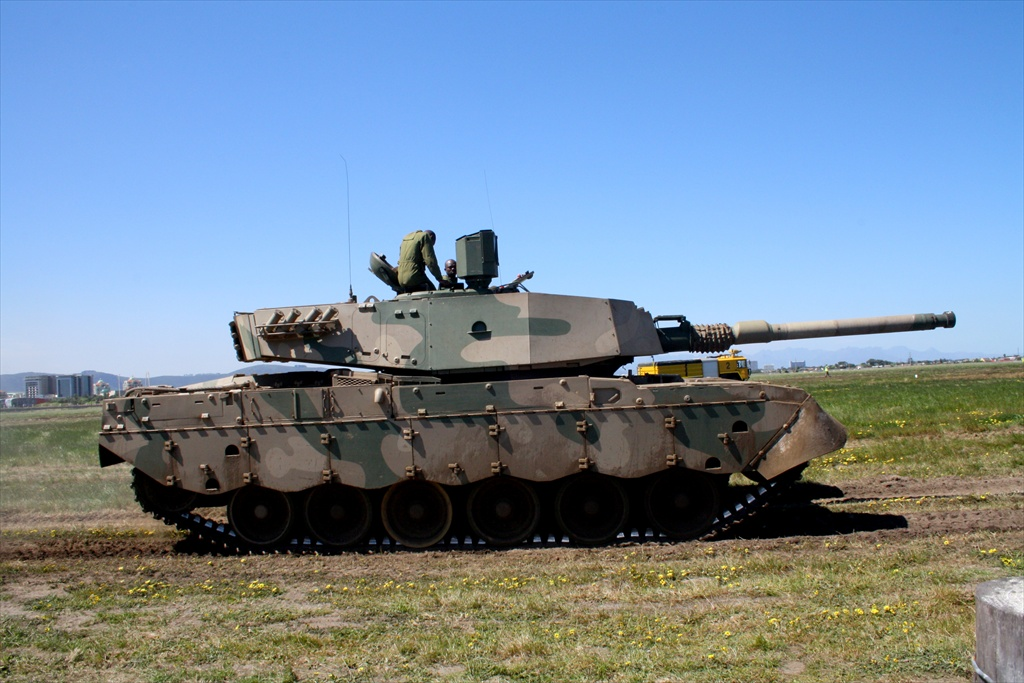
Olifant Mk 2 Tank

- Feuerlöschsystem

## Varianten

### Olifant 2
Der Olifant 2 (auch: Olifant Mk.2) ist eine konsequente Weiterentwicklung des früheren Olifant Mk.1B. Der Olifant 2 wurde vor allem entwickelt, um der zunehmenden Verbreitung von moderneren Panzern sowjetischer bzw. russischer Bauart wie etwa des T-72 in den angrenzenden Staaten weiterhin einen überlegenen Panzer entgegensetzen zu können. Der Motor wurde durch einen neuen Continental Turbo-Dieselmotor mit 750 kW (1040 PS) ersetzt.
Diese neueste Ausführung stellt eine ganz erhebliche Verbesserung der Schlagkraft und auch des Panzerschutzes dar. Dabei kommt ein neu konstruierter Turm mit einer abgeschrägten Mehrschicht-Verbundpanzerung auf einer leicht modifizierten Wanne zum Einsatz. Die Verbesserungen an der Wanne betreffen eine ebenfalls neue Frontpanzerung aus Verbundmaterial (zusätzlich zu der ursprünglichen abgeschrägten Panzerung aus Stahl) und die Möglichkeit, auch weiterhin verschiedene Zusatzpanzerungen an Aufnahmepunkten anzubringen. Außerdem wurden neue Seitenschürzen aus Verbundmaterial angebracht.
Neben einer Ausführung mit der 105-mm-Kanone gibt es auch eine mit einer neuen 120-mm-Kanone von LIW, wobei letztere Version die gefragtere ist. Ein neuer digitaler Feuerleitrechner wurde in das Feuerleitsystem integriert. Es gibt außerdem neue Überlegungen, ein noch leistungsstärkeres Triebwerk zu installieren, um die Fahrleistungen weiter zu steigern. Dieser Panzer kann aus technischer Sicht als eine Zwischenstufe zwischen dem Olifant Mk.1B und dem letzten südafrikanischen Panzerprototyp Tank Technology Demonstrator (TTD) angesehen werden. Das erste Exemplar erschien im Jahre 1998. Es sollen bislang (Stand 2018) 26 Panzer des Typs hergestellt worden sein.

### Bergepanzer
Es existiert eine Variante des Olifant als Bergepanzer, von dem 5 Stück betrieben werden.